# Хузин, Ильвир Ильдарович
Ильвир Ильдарович Хузин (14 июня 1990, г. Нефтекамск, БАССР, РСФСР, СССР) — российский бобслеист (разгоняющий), призёр чемпионата мира 2015 года в смешанных командах, мастер спорта России международного класса.

## Спортивная карьера
Член олимпийской сборной команды России по бобслею на Олимпиаде в Сочи. В экипаже Александра Касьянова занял 4-е место в соревнованиях четвёрок.
На чемпионате мира 2015 года в Винтерберге завоевал бронзовую медаль в соревнованиях смешанных команд.
Серебряный призёр чемпионата Европы в четверках 2015 года
Чемпион России в четверках 2015 года
Серебряный призёр чемпионата России (2013 — двойка).
Тренеры — заслуженный тренер России Р.Ш. Фаизов, В.Р. Шафиков

## Дисквалификация
29 ноября 2017 года решением Международного олимпийского комитета за нарушение антидопинговых правил аннулированы результаты полученные на Олимпийских игр 2014 года в Сочи и пожизненно отстранен от участия в Олимпийских играх.  